# 佩特里基夫 (波克羅夫西克區)
48°5′52″N 36°14′51″E / 48.09778°N 36.24750°E
佩特里基夫（烏克蘭語：Петриків）是烏克蘭的村落，位於該國中部第聶伯羅彼得羅夫斯克州，由波克羅夫西克區負責管轄，距離斯科圖瓦捷和里夫涅0.5公里，始建於1827年，面積0.07平方公里，海拔高度147米，2001年人口6。